# Armée régionale japonaise de Chine du Nord
L'armée régionale japonaise de Chine du Nord (北支那方面軍, Kita Shina hōmen gun) est une partie de l'armée impériale japonaise durant la seconde guerre sino-japonaise.

## Histoire
L'armée régionale japonaise de Chine du Nord est formée le 21 août 1937 et placée sous le contrôle du quartier-général impérial. Elle est transférée à la nouvelle armée expéditionnaire japonaise de Chine le 23 septembre 1939. Basée à Pékin, elle est responsable de la direction et de la coordination des activités militaires japonaises de tout le Nord de la Chine. Elle est dissoute à Pékin lors de la reddition du Japon le 15 août 1945.

## Commandement

### Commandants
|   | Nom                           | De                | À                 |
| - | ----------------------------- | ----------------- | ----------------- |
| 1 | Général Hisaichi Terauchi     | 26 août 1937      | 9 décembre 1938   |
| 2 | Général Hajime Sugiyama       | 9 décembre 1938   | 12 septembre 1939 |
| 3 | Lieutenant-général Hayao Tada | 12 septembre 1939 | 7 juillet 1941    |
| 4 | Général Yasuji Okamura        | 7 juillet 1941    | 25 août 1944      |
| 5 | Général Naozaburo Okabe       | 25 août 1944      | 22 novembre 1944  |
| 6 | Général Sadamu Shimomura      | 22 novembre 1944  | 15 août 1945      |

### Chef d'état-major
|   | Nom                                | De                | À                 |
| - | ---------------------------------- | ----------------- | ----------------- |
| 1 | Major-général Naozaburo Okabe      | 26 août 1937      | 15 juillet 1938   |
| 2 | Major-général Tomoyuki Yamashita   | 15 juillet 1938   | 23 septembre 1939 |
| 3 | Major-général Yukio Kasahara       | 23 septembre 1939 | 1er mars 1941     |
| 4 | Lieutenant-général Moritake Tanabe | 1er mars 1941     | 6 novembre 1941   |
| 5 | Lieutenant-général Hatazō Adachi   | 6 novembre 1941   | 9 novembre 1942   |
| 6 | Lieutenant-général Sanji Okido     | 9 novembre 1942   | 14 octobre 1944   |
| 7 | Major-général Gaku Takahashi       | 14 octobre 1944   | 15 août 1945      |